# 1891

## Esdeveniments
Països Catalans
- 6 de setembre - Barcelona: Fundació de l'Orfeó Català per Lluís Millet i Amadeu Vives.
- 12 de novembre: primera de les quatre conferències de la campanya lingüística de L'Avenç, pronunciada per Massó i Torrents al CEC.[1]
- Miquel Blay fa l'escultura Contra l'invasor.
- 15 de setembre - Barcelona: Creen l'Orfeó Català Lluís Millet, Amadeu Vives i Aureli Capmany.[2]

Resta del món
- 31 de gener - Múnic, Alemanya: s'estrena l'obra Hedda Gabler d'Henrik Ibsen al Residenztheater.[3]
- 1 de febrer - Espanya: foren celebrades les eleccions generals espanyoles, vencé per majoria el Partit Conservador, dirigit per Antonio Cánovas del Castillo.
- 20 de maig - West Orange (Nova Jersey, EUA): Edison hi fa la primera projecció pública del kinetoscopi.
- A la localitat de Trinil, a l'est de l'illa de Java, es descobreix la primera volta cranial de pitecantrop (900 000 anys d'antiguitat aprox.)
- Springfield, Massachusetts, EUA: James Naismith inventa el bàsquet i se'n juga el primer partit de la història.

## Naixements
Països Catalans
- 1 de gener - Santa Coloma de Queralt, Conca de Barberà: Lluís Solà Padró, primer alcalde republicà de Santa Coloma de Queralt, condemnat a mort per un consell de guerra sumaríssim i afusellat.
- 17 de gener - València: Ernest Martínez Ferrando, escriptor i historiador valencià (m. 1965).
- 18 de gener - Sabadell, província de Barcelona: Fidela Renom i Soler, defensora de la dona treballadora i política catalana, la primera dona elegida regidora de l'Ajuntament de Sabadell.[4]
- 16 de febrer - Sabadell: Lluís Papell i Comas, periodista i escriptor català.
- 22 de març - Barcelona: Pere Bosch i Gimpera, arqueòleg i prehistoriador català.
- 27 de març - Almassora, Plana Alta: Quitèria Hermínia Gómez Serra, cantant d'òpera valenciana (m. 1977).[5]
- 29 de març - Sabadell: Rafael Durancamps i Folguera, pintor català.
- 26 d'abril, Peratallada, Baix Empordà: Enric Barnosell i Saló, instrumentista de tible i compositor de sardanes català (m. 1949).[6]
- 17 de juny - Sabadell: Josep Rosell i Casablancas, escriptor i amant de l'esport de Sabadell.
- 29 de juny - Sabadell: Miquel Bertran i Oleart, darrer alcalde republicà de Sabadell.
- 31 de juliol - Castelló de la Plana: Juan Adsuara Ramos, escultor valencià (m. 1973).
- 10 de setembre - Súria: Josep Rosas i Vilaseca, sindicalista sabadellenc.

Resta del món
- 8 de gener - Oranienburg, Brandenburg (Alemanya): Walther Bothe, físic, químic i matemàtic alemany, Premi Nobel de Física de 1954 (m. 1957).

- 22 de gener - Ales (Itàlia): Antonio Gramsci, escriptor, polític i filòsof italià d'origen sard (m. 1937).
- 14 de febrer - Fort Payne, Alabama: Katherine Stinson, pionera de l'aviació.[7]
- 12 de març, Toló: Andrée Turcy, actriu i cantant francesa.[8]
- 19 de març - Los Angeles (EUA): Earl Warren jurista i polític dels Estats Units, trentè governador de Califòrnia, candidat del partit republicà a la vicepresidència dels Estats Units i catorzè president del Tribunal Suprem dels Estats Units.(m. 1974)[9]
- 20 de març - Feltham, Middlesex (Anglaterra): Edmund Goulding, actor, guionista, lletrista de cançons, novel·lista i director de teatre i cinema britànic (m. 1959).[10]
- 2 d'abril - Chicago: Gerda Holmes, actriu nord-americana d'origen danès de teatre i cinema mut (m. 1943).[11]
- 23 d'abril - Sontsovka, prop de Donetsk, regió de Bakhmutsk, districte d'Ekaterinoslav (Ucraïna): Serguei Prokófiev, compositor i pianista rus (m. 1953).[12]
- 3 de maig - Kíiv, Imperi Rus: Mikhaïl Bulgàkov, escriptor (m. 1940).[13]
- 13 de maig - Cracòvia: Zofia Stryjeńska, pintora art déco, grafista i escriptora polonesa (m. 1976).[14]
- 23 de maig - Växjö, Suècia: Pär Lagerkvist, escriptor suec, Premi Nobel de Literatura 1951 (m. 1974)[15]
- 24 de maig - Esmirna, Imperi Otomà: Klara Milch, nedadora austríaca jueva, medallista als Jocs Olímpics de 1912.[16]
- 9 de juny - Perú, Indiana, EUA: Cole Porter, compositor.[17]
- 16 de juny - Mława, Polònia: Eva Kotchever, escriptora feminista polonesa (m. 1943).
- 20 de juny - Marigliano, Nàpols: Giannina Arangi-Lombardi, important soprano associada amb el repertori italià (m. 1951).[18]
- 27 de juny - Sydney, Nova Gal·les del Sud: Mina Wylie, nedadora australiana, medallista olímpica el 1912 (m. 1984).[19]
- 7 de juliol - Nagano, Japó: Tadamichi Kuribayashi, militar de l'Exèrcit Imperial Japonès, conegut per haver dirigit la defensa de l'illa d'Iwo Jima durant la batalla d'Iwo Jima del 1945 (m. 1945)
- 10 de juliol - Rockford, Illinois: Edith Quimby, investigadora en medicina i física, pionera en la medicina nuclear (m. 1982).[20]
- 17 de juliol - Etiòpia: Haile Selassie, darrer emperador d'Etiòpia.
- 2 d'agost - Londres (Anglaterra): Arthur Bliss, compositor anglès (m. 1975).[21]
- 25 d'agost - Atenes (Grècia): Alberto Savinio, pseudònim d'en Andrea de Chirico, pintor i compositor italià (m. 1952).[22]
- 11 de setembre - París, França: Noël Gallon, compositor.
- 16 de setembre - Berlín, Prússia, Imperi alemany: Karl Dönitz, Gran Almirall i va exercir de Comandant en Cap dels Submarins de la Kriegsmarine alemanya durant la Segona Guerra Mundial (m. 1980).[23]
- 3 d'octubre - Milà, Regne d'Itàlia: Félix Scolati compositor, director d'orquestra i folklorista italià instal·lat a l'Argentina.
- 12 d'octubre - Breslau, llavors Prússia, ara Polònia: Edith Stein, filòsofa alemanya, santa i co-patrona d'Europa (m. 1942).[24]
- 19 d'octubre - Ķempji Parish, Imperi Rus: Asja Lācis, actriu i dramaturga letona, promotora del «teatre proletari per a nens» (m. 1979).[25]
- 20 d'octubre, Manchester, Anglaterra: James Chadwick, físic anglès, Premi Nobel de Física de 1935 (m. 1974).[26]
- 22 d'octubre, Madrid: Elisa Soriano Fisher, oftalmòloga i mestra espanyola, figura destacada del feminisme associatiu (m. 1964).[27]
- 24 d'octubre: Rafael Leónidas Trujillo Molina, militar i President la República Dominicana (1930-61).
- 11 de novembre - Kíev: Grunya Sukhareva, psiquiatra infantil soviètica, primera a descriure els símptomes de l'autisme (m. 1981).[28]
- 13 de novembre - Graz, Estíria, Àustria: Norbertine Bresslern-Roth, pintora, il·lustradora i gravadora austríaca (m. 1978).[29]
- 14 de novembre - Alliston (Canadà): Frederick Banting, metge canadenc, Premi Nobel de Medicina o Fisiologia de 1923 (m. 1941).
- 15 de novembre - Heidenheim, Imperi Alemany: Erwin Rommel, militar i estrateg (m. 1944).[9]
- 27 de novembre - Madrid (Espanya): Pedro Salinas Serrano, poeta de la Generació del 27 (m. 1951).
- 28 de novembre - Oahu, Hawaii: Mabel Alvarez, pintora estatunidenca, en l'escola de l'impressionisme i modernisme californià (m. 1985).[30]
- 2 de desembre - Untermhaus, Turíngia, Alemanya: Otto Dix, un dels grans pintors alemanys del segle xx (m. 1969).[31]
- 7 de desembre - Sant Sebastià: Teresa de Escoriaza, periodista espanyola, corresponsal de guerra i pionera de la ràdio (m. 1968).[32]
- 10 de desembre - Berlín (Alemanya): Nelly Sachs, escriptora alemaya, Premi Nobel de Literatura de l'any 1966 (m. 1970).[33]
- 17 de desembre - Jixi, província d'Anhui (Xina): Hu Shi (xinès simplificat: 胡适) filòsof, assagista, pedagog, escriptor i ambaixador xinès (m. 1962).[34]
- 28 de desembre - Vall-de-roures: Elvira de Hidalgo, soprano de coloratura i mestra de cant (m. 1980).[35]
- Cartagena - Espanya: Luis de Galinsoga, periodista i polític espanyol.
- São Paulo - Brasil: Liddy Chiaffarelli, pianista, cantant i professora de música brasilera.

## Necrològiques
Països Catalans
- 10 de gener - Sant Martí de Provençals (Barcelona): Joan Agustí i Carreras, alcalde de Sant Martí de Provençals (1885-1891) durant el breu període en què fou un municipi independent de Barcelona, bogà per la segregació del Poblenou (n. 1850).
- 15 de març - València: Magdalena García Bravo, escriptora valenciana (n. 1862).[36]
- 3 d'abril - Barcelona: Dorotea de Chopitea, laica salesiana xilena i catalana, promotora d'obres socials (n. 1816).[37]

Resta del món
- 5 de gener - Salt Lake City, (Utah): Emma Abbott, cantant de òpera (soprano) estatunidenca (n. 1850).[38]
- 16 de gener - París, França: Léo Delibes, compositor francès (n. 1836).
- 10 de febrer - Estocolm, Suècia: Sófia Kovalévskaia, matemàtica russa (n. 1850).[39]
- 14 de febrer - Nova York (EUA): William T. Sherman, militar estatunidenc (n. 1820).[40]
- 7 d'abril - Bridgeport, Connecticut, P. T. Barnum, empresari i artista circense estatunidenc (n. 1810).[41]
- 30 d'abril - Filadèlfia (els EUA): Joseph Leidy, paleontòleg estatunidenc (n. 1823).[42]
- 8 de maig - Londres: Helena Blavatsky, fundadora de la Societat Teosòfica i de la teosofia (n. 1831).[43]
- 11 de juny - Robertsbridge (Anglaterra): Barbara Bodichon, pedagoga i artista britànica, activista pels drets de les dones (n. 1827).[44]
- 23 de juny - Göttingen (Prússia): Wilhelm Eduard Weber, fou un físic alemany (n. 1804).
- 9 de setembre - Mont-sous-Vaudrey (França): Jules Grévy, advocat, President de la República Francesa de 1879 a 1887 (n. 1807).
- 10 de novembre - Charleville-Mézières (França): Arthur Rimbaud, poeta francès (n. 1854).
- 11 de desembre - Berlín: Hedwig von Olfers, escriptora i salonnière alemanya (n. 1799).[45]
- 27 de desembre - Estocolm: Amalia Lindegren, pintora sueca i membre de la Reial Acadèmia Sueca de les Arts (n. 1814).[46]